# مستكشف طيف الأشعة فوق البنفسجية البعيد
يمثل مستكشف طيف الأشعة فوق البنفسجية البعيد، أو اختصارًا فيوز أو ميدكس-0 أو المستكشف 77 (بالإنجليزية: Far Ultraviolet Spectroscopic Explorer، يُختصر إلى FUSE، أو Explorer 77، أو MIDEX-0)‏، الجيل التالي من المرصد الفضائي للأشعة فوق البنفسجية عالي المدار الذي يغطي نطاق الطول الموجي 90.5-119.5 نانومتر، تملكه وكالة الفضاء الأمريكية (ناسا) ويديره مختبر الفيزياء التطبيقية لجامعة جونز هوبكنز. أُطلق فيوز على صاروخ الإطلاق دلتا 2 في 24 يونيو 1999، على الساعة 15:44:00 بتوقيت غرينتش، بصفته جزءًا من برنامج أوريجنز [الإنجليزية] لناسا. كَشَف فيوز الضوء في الجزء فوق البنفسجي البعيد من الطيف الكهرمغناطيسي الذي لا يمكن رصده في الغالب باستخدام المقاريب الأخرى. كانت مهمته الأساسية هي توصيف الديوتريوم الكوني في محاولة للتعرف على أوقات المعالجة النجمية للديوتيريوم المتبقية من الانفجار العظيم. استقر فيوز في مدار أرضي منخفض، على ارتفاع نحو 760 كم (470 ميل)، مع زاوية ميلان قدرها 24.98 درجة ودور مداري قدره 99.80 دقيقة. تسمية برنامج المستكشف (Explorer) الخاصة به هو المستكشف 77 (Explorer 77).

## روابط خارجية
- موقع ويب لـ FUSE في جامعة جونز هوبكنز
- موقع ويب لـ FUSE في معهد الفيزياء الفلكية بباريس [الإنجليزية]
- أرشيف FUSE في أرشيف المهام المتعددة في معهد علوم المقاريب الفضائية STScI (أرشيف ميكولسكي للمقاريب الفضائية [الإنجليزية]، MAST)